# Prvenstvo Jugoslavije u nogometu 1930.
Sezona Državnog prvenstva 1930. bila je osma sezona nacionalnog nogometnog natjecanja u Kraljevini Jugoslaviji. Natjecateljski sustav bio je dvostruki ligaški sustav. Četvrto je prvenstvo koje se nije igralo po kup-sustavu. Pobijedila je zagrebačka Concordia, a lanjski prvak, splitski Hajduk, zauzeo je treće mjesto. Lanjski doprvak, beogradski BSK, zauzeo je četvrto mjesto. 

Najviše pogodaka postigli su Blagoje Marjanović iz BSK-a i Ivan Pavelić iz Concordije s 10 pogodaka. 

Sastav novog prvaka Concordije je tvorilo mnoštvo bivših HAŠK-ovih igrača.
Ponovno je promijenjen sustav natjecanja gdje su branitelj naslova i drugoplasirana momčad išli direktno u ligu, a liga je povećana na 6 članova. To je učinjeno jer je dio uprave BSK-a preuzeo vođenje saveza i uspio odgoditi jesensko prvenstvo zbog Svjetskog prvenstva u Urugvaju, jer su većinu reprezentacije činili igrači BSK-a.

## Sudionici
U završnicu državnog prvenstva izravno su se plasirali prošlogodišnji prvak (Hajduk) i doprvak (BSK). Prvaci ostalih podsaveza, te doprvaci Beogradskog loptačkog i Zagrebačkog nogometnog podsaveza natjecali su se dvostrukim kup-sustavom. Pobjednici su izborili završnicu državnog prvenstva.
| Podsavez  | Prvenstvo | Klub | Mjesto | Prvenstvo JNS-a |
| --------- | --- | --- | --- | --- |
| Zagreb    | 1929./30. | HAŠK (Zagreb) | prvak | prednatjecanje |
| Zagreb    | 1929./30. | Concordia (Zagreb) | doprvak | prednatjecanje |
| Split     | 1930. | Hajduk (Split) | prvak | izravno u završnici |
| Beograd   | 1929./30. | BSK (Beograd) | prvak | izravno u završnici |
| Beograd   | 1929./30. | Jugoslavija (Beograd) | doprvak | prednatjecanje |
| Ljubljana | 1929./30. | Ilirija (Ljubljana) | prvak | prednatjecanje |
| Subotica  | 1929./30. | Bačka (Subotica) | prvak | prednatjecanje |
| Sarajevo  | 1929./30. | Slavija (Sarajevo) | prvak | prednatjecanje |
| Osijek    | 1929./30. | Slavija (Osijek) | prvak | prednatjecanje |
| Skoplje   | Jug, SSK i Sparta su osvojili isti broj bodova u prvenstvu Skopskog nogometnog podsaveza, te je prvaka trabala odlučiti razlika datih i primljenih pogodaka. Zbog skandala u jesenskom dijelu Skopski nogometni podsavez nije mogao odrediti prvaka. | Jug, SSK i Sparta su osvojili isti broj bodova u prvenstvu Skopskog nogometnog podsaveza, te je prvaka trabala odlučiti razlika datih i primljenih pogodaka. Zbog skandala u jesenskom dijelu Skopski nogometni podsavez nije mogao odrediti prvaka. | Jug, SSK i Sparta su osvojili isti broj bodova u prvenstvu Skopskog nogometnog podsaveza, te je prvaka trabala odlučiti razlika datih i primljenih pogodaka. Zbog skandala u jesenskom dijelu Skopski nogometni podsavez nije mogao odrediti prvaka. | Jug, SSK i Sparta su osvojili isti broj bodova u prvenstvu Skopskog nogometnog podsaveza, te je prvaka trabala odlučiti razlika datih i primljenih pogodaka. Zbog skandala u jesenskom dijelu Skopski nogometni podsavez nije mogao odrediti prvaka. |

U završnicu i ligu su se plasirali: Hajduk (Split), BSK (Beograd), Jugoslavija (Beograd), Slavija (Osijek), Slavija (Sarajevo) i Concordia (Zagreb).
Pravo sudjelovanja izborili su:
| Klub           | Grad     | Stadion                       |
| -------------- | -------- | ----------------------------- |
| JŠK Hajduk     | Split    | Igralište Hajduka             |
| BSK            | Beograd  | Igralište BSK-a               |
| SK Jugoslavija | Beograd  | Igralište SK Jugoslavije      |
| JŠK Slavija    | Osijek   | Ambrozijevo igralište         |
| SK Slavija     | Sarajevo | Igralište na Marindvoru       |
| HŠK Concordia  | Zagreb   | Igralište na Tratinskoj cesti |

## Ljestvica
| mj.     | klub                | ut. | pob. | ner. | por. | gol+ | gol- | kvoc  | bod |
| ------- | ------------------- | --- | ---- | ---- | ---- | ---- | ---- | ----- | --- |
| 1.      | Concordia Zagreb    | 10  | 6    | 3    | 1    | 25   | 15   | 1,666 | 15  |
| 2.      | Jugoslavija Beograd | 10  | 5    | 3    | 2    | 23   | 13   | 1,769 | 13  |
| 3.      | Hajduk Split        | 10  | 5    | 3    | 2    | 21   | 17   | 1,235 | 13  |
| 4.      | BSK Beograd         | 10  | 5    | 2    | 3    | 26   | 16   | 1,625 | 12  |
| 5.      | Slavija Sarajevo    | 10  | 2    | 2    | 6    | 15   | 23   | 0,652 | 6   |
| 6.      | Slavija Osijek      | 10  | 0    | 1    | 9    | 6    | 32   | 0,187 | 1   |
|         |                     |     |      |      |      |      |      |       |     |
| Izvori: |                     |     |      |      |      |      |      |       |     |

|  | Concordia Zagreb je prvak Jugoslavije |

## Rezultati
| Rezultatska križaljka | CON | JUG | HAJ | BSK | SLS | SLO |
| --------------------- | --- | --- | --- | --- | --- | --- |
| Concordia             | CON | 2:1 | 1:1 | 4:2 | 3:0 | 4:1 |
| Jugoslavija           | 2:2 | JUG | 1:1 | 2:1 | 2:1 | 5:0 |
| Hajduk                | 5:1 | 2:2 | HAJ | 3:1 | 3:1 | 3:1 |
| BSK                   | 2:2 | 2:1 | 5:2 | BSK | 5:2 | 2:1 |
| Slavija (Sarajevo)    | 1:3 | 2:4 | 4:0 | 0:0 | SLS | 3:2 |
| Slavija (Osijek)      | 0:2 | 0:3 | 1:3 | 1:2 | 1:1 | SLO |

| 1. kolo 7. rujna 1930.            |     |
| Jugoslavija Beograd – BSK Beograd | 2:1 |
| Hajduk Split – Slavija Sarajevo   | 3:1 |
| Concordia Zagreb – Slavija Osijek | 4:1 |

| 2. kolo 14. rujna 1930.                |     |
| BSK Beograd – Slavija Sarajevo         | 5:2 |
| Hajduk Split – Slavija Osijek          | 3:1 |
| Concordia Zagreb – Jugoslavija Beograd | 2:1 |

| 3. kolo 21. rujna 1930.                |     |
| Jugoslavija Beograd – Slavija Sarajevo | 2:1 |
| Slavija Osijek – BSK Beograd           | 1:2 |
| Hajduk Split – Concordia Zagreb        | 5:1 |

| 4. kolo 28. rujna 1930.              |     |
| BSK Beograd – Hajduk Split           | 5:2 |
| Slavija Osijek – Jugoslavija Beograd | 0:3 |
| Slavija Sarajevo – Concordia Zagreb  | 1:3 |

| 5. kolo 5. listopada 1930.         |     |
| BSK Beograd – Concordia Zagreb     | 2:2 |
| Slavija Sarajevo – Slavija Osijek  | 3:2 |
| Hajduk Split – Jugoslavija Beograd | 2:2 |

| 6. kolo 12. listopada 1930.       |     |
| BSK Beograd – Jugoslavija Beograd | 2:1 |
| Slavija Sarajevo – Hajduk Split   | 4:0 |
| Slavija Osijek – Concordia Zagreb | 0:3 |

| 7. kolo 19. listopada 1930.            |     |
| Slavija Sarajevo – BSK Beograd         | 0:0 |
| Slavija Osijek – Hajduk Split          | 0:2 |
| Jugoslavija Beograd – Concordia Zagreb | 2:2 |

| 8. kolo 26. listopada 1930.            |     |
| Slavija Sarajevo – Jugoslavija Beograd | 2:4 |
| BSK Beograd – Slavija Osijek           | 6:0 |
| Concordia Zagreb – Hajduk Split        | 1:1 |

| 9. kolo 2. studenoga 1930.           |     |
| Hajduk Split – BSK Beograd           | 3:1 |
| Jugoslavija Beograd – Slavija Osijek | 5:0 |
| Concordia Zagreb – Slavija Sarajevo  | 3:0 |

| 10. kolo 9. studenoga 1930.        |     |
| Concordia Zagreb – BSK Beograd     | 4:2 |
| Slavija Osijek – Slavija Sarajevo  | 1:1 |
| Jugoslavija Beograd – Hajduk Split | 1:1 |

## Prvaci
HŠK Concordia (trener: Ervin Puschner)
Sergije Demić
Stjepan Pavičić
Dragutin Babić
Boško Ralić
Danijel Premerl
Nikola Pavelić
Gustav Remec
Edigio Martinović
Radovan Pavelić
Aleksandar Živković
Ivan Pavelić
Boris Praunberger
Miloš Ferić
Božidar Armano

## Statistika

### Ljestvica strijelaca
| Pl. | Ime                 | Klub                  | Broj pogodaka |
| --- | ------------------- | --------------------- | ------------- |
| 1.  | Ivan Pavelić        | Concordia (Zagreb)    | 10            |
| 1.  | Blagoje Marjanović  | BSK (Beograd)         | 10            |
| 3.  | Đorđe Vujadinović   | BSK (Beograd)         | 8             |
| 4.  | Leo Lemešić         | Hajduk (Split)        | 7             |
| 5.  | Aleksandar Živković | Concordia (Zagreb)    | 5             |
| 5.  | Borislav Nikolić    | Jugoslavija (Beograd) | 5             |
| 5.  | Slavko Milošević    | Jugoslavija (Beograd) | 5             |
| 5.  | Nikola Marjanović   | BSK (Beograd)         | 5             |
| 9.  | Radovan Pavelić     | Concordia (Zagreb)    | 4             |
| 9.  | Dobrivoje Zečević   | Jugoslavija (Beograd) | 4             |
| 9.  | Ante Bakotić        | Hajduk (Split)        | 4             |
| 9.  | Josip Bulat         | Slavija (Sarajevo)    | 4             |
| 9.  | Branko Andučić      | Slavija (Osijek)      | 4             |

### Klubovi
Pojašnjenje: Ime i prezime igrača (broj nastupa u sezoni/broj golova u sezoni). Igrači su poredani prema poziciji u momčadi od golmana do napadača, a potom i po broju nastupa.
- Concordia (Zagreb)

Trener: Bogdan Cuvaj

Sergije Demić 10/0, Stjepan Pavičić 10/0, Božidar Ralić 9/0, Nikola Pavelić 8/0, Danijel Premerl 6/1, Gustav Remec 4/0, Miloš Ferić 3/0, Radovan Pavelić 10/4, Dragutin Babić 10/0, Egidije Martinović 10/1, Ivan Pavelić 10/10, Borislav Praunsperger 9/3, Aleksandar Živković 8/5, Vladimir Lolić 1/0, Pavao Löw 1/0, Božidar Armano 1/0
- 2. Jugoslavija (Beograd)

Trener: Dragan Jovanović "Žena"

Jovan Spasić 10/0, Branislav Dimitrijević 10/0, Aleksandar Kesić 2/0, Bogdan Đorđević 2/0, Momčilo Đokić 10/0, Teofilo Spasojević 8/0, Petar Lončarević 6/2, Stojan Popović 4/1, Franjo Valok 3/0, Branko Mladenović 3/0, Branko Petrović 1/0, Slavko Milošević 10/5, Borislav Nikolić 9/5, Dobrivoje Zečević 7/4, Borivoje Kesić 6/2, Stevan Luburić 4/2, Radivoj Božič 4/0, Đorđe Detlinger 4/1, Dragoslav Virić 3/0, Čedomir Đukanović 2/0, Milan Milićević 2/0
- Hajduk (Split)

Trener: Luka Kaliterna & Erwin Puschner (Austrija)

Bartul Čulić 10/0, Janko Rodin 8/0, Marko Mikačić 10/0, Anđelko Marušić 10/0, Miroslav Dešković 10/1, Veljko Poduje 9/0, Dušan Stipanović Guzina 1/0, Leo Lemešić 10/7, Ljubomir Benčić 10/2, Vladimir Kragić 10/3, Ante Bakotić 9/4, Antun Bonačić 8/1, Josip Lin 3/2; Šime Poduje 2/1
- BSK (Beograd)

Trener: Sándor Nemes (Mađarska)

Milan Stojanović 10/0, Dragomir Tošić 9/0, Dragoslav Mihailović 7/0, Predrag Radovanović 4/0, Milorad Arsenijević 10/0, Ljubiša Đorđević 10/0, Sava Marinković 5/0, Miodrag Jovanović 5/1, Blagoje Marjanović 10/10, Aleksandar Tirnanić 10/2, Đorđe Vujadinović 10/8, Nikola Marjanović 10/5, Dragutin Najdanović 6/0, Svetislav Glišović 2/0, Dragoljub Čupić 2/0
- Slavija (Sarajevo)

Trener: Risto Šošić

Dušan Bartek 9/0, Marin Brajević 1/0, Slavko Zagorac 10/0, Asim Njemčević 8/0, Josip Bulat 10/4, Dušan Gavrilović 9/1, Zdravko Pavlić 9/3, Šukrija Kukavica 1/0, August Salamunović 10/2, Čedomir Ostojić 10/1, Mihailo Marić 10/1, Blagoje Krnjajić 9/3, Avdo Hromić 7/0, Jovan Dokić 4/0, Luka Kočan 3/0
- Slavija (Osijek)

Trener: István Palkó (Mađarska) & Ljubomir Kniffer

Otto Pirk 8/0, Martin Wagner 2/0, Zvonimir Hrs 10/0, Antun Pintar 7/0, Đuro Hipp 6/0, Milan Kosanović 6/0, Branko Kovačić 3/0, Gustav Lechner 10/0, Rudolf Fundelić 10/0, Georgije Isajlović 4/0, Ivan Getto 3/0, Ivan Petelin 1/0, Oskar Gasteiger 1/0, Branko Andučić 10/4, Stjepan Pristojković 9/2, Ljubomir Urban 7/0, Dimitrije Isajlović 6/0, Josip Dragović 6/0, Josip Zdražil 1/0

## Vanjske poveznice
- RSSSF: Yugoslavia List of Topscorers
- RSSSF: Yugoslavia List of Final Tables
- RSSSF: sezona 1929./30.
- exyufudbal: Državno prvenstvo 1930.
- exyufudbal: Podsavezna prvenstva: 1929./30.
- fsgzrenjanin: SISTEM TAKMIČENJA U KRALJEVINI JUGOSLAVIJI
- claudionicoletti: KINGDOM OF SLOVENES, CROATES AND SERBS 1926-1930
- (srpski) Milorad Sijić, Fudbal u Kraljevini Jugoslavije, 2009., Kruševac, str. 64, 65 i 66  Arhivirana inačica izvorne stranice od 12. svibnja 2012. (Wayback Machine) (Iz navedenog izvora, ljestvice učinka i rezultata Hajduk je postigao ukupno 22 pogotka, a BSK primio ukupno 17 pogodaka. Concordia je prema zbroju pogodaka iz navedenih rezultata postigla 24 pogotka, a Slavija (Osijek) primila 31 pogodak.)